# 中田村 (熊本県)
中田村（なかだむら）は熊本県の天草諸島、天草下島に存在していた村。

## 歴史
- 1889年（明治22年）4月1日 - 町村制の施行に伴い、単独で自治体を形成。
- 1954年（昭和29年）11月1日 - 中田村が宮地村、碇石村、大多尾村と合併して新和村が発足。